# Янош Хорват
Янош Хорват (угор. Horváth János; 7 листопада 1921 — 25 листопада 2019) — угорський економіст і політик, член Національних зборів у 1998—2014 роках. Хорват був найстарішим членом парламенту з 2003 року. Він також був наймолодшим членом парламенту Угорщини у 1945 році.

## Біографія

### Молодість
Служив розвідником з 1933 року. Приєднався до Кальвіністського руху молоді у 1936—1939 роках. Був головою Колегії Soli Deo Gloria у 1938—1939 роках.
У 1940 році він закінчив Школу комерції графа Іштвана Сечені у Будапешті. Працював у компанії Nostra General Company Public Warehouse до 1947 року, спочатку бухгалтером, потім заступником головного бухгалтера і, нарешті, президентом компанії. У цей час він також навчався, закінчив факультет економіки Йожефа Надора ніверситету технології та економіки у 1946 році.

### Політична кар'єра
У 1942 році Хорват вступив до Незалежної партії дрібних господарів (FKGP). Він був також членом Альянсу селян. Брав участь у національному опору в 1944 році проти режиму Схрещених стріл як член студентського руху «Вільне життя». Був заарештований гестапо і засуджений до смерті, проте, успішно втік з в'язниці.
Після закінчення Другої світової війни, був обраний депутатом муніципального комітету Будапешта. Обіймав посаду директора з економічної політики Угорського альянсу селян з травня 1945 по 1947 рік. У лютому 1945 року був призначений керівником XIII Будапештського округу відділення Незалежної партії дрібних землевласників. 4 листопада 1945 року став членом Тимчасових Національних Зборів . Під час свого перебування на посаді він став другом прем'єр-міністра Ференца Надя.
16 січня 1947 року заарештований за сфабрикованим звинуваченням у справі Угорського товариства (Magyar Közösség), він був засуджений до чотирьох років примусових робіт. Виключений з Незалежної партії незалежних дрібних землевласників. Вийшов з в'язниці в 1951 році. Після цього він працював різноробом з 1951 року і механіком з 1954.
Під час угорської революції 1956 року він брав участь в реорганізації Угорського альянсу селян. Він став керуючим головою Національної економічної ради з реконструкції. Він також приєднався до відтвореної FKGP і став її лідером у XIII районі. Після придушення революції, він покинув країну разом зі своєю дружиною 4 листопада 1956 року.

### Після 1956 року
9 листопада приїхав в Нью-Йорк. Був одним із засновників Угорської революційної ради. У 1966 році отримав докторський ступінь у Колумбійського університету. Цього року став президентом Фонду Кошута. У 1968 році став професором в університеті Батлера. У 1971-1972 роках працював науковим співробітником Інституту комуністичних справ Колумбійського університету. У 1983 році заснував торгівельну компанію Indianapolis Export Trading Company.
У 1992 році у виборах до Палати представників США в Індіані програв Ендрю Джейкобсу Молодшому.
У 1997 році Хорват повернувся в Угорщину на запрошення Віктора Орбана, лідера Фідес. Отримав почесний докторський ступінь Університету економіки і державного управління в Будапешті, де читав лекції як запрошений професор. З 1999 року — головою Економічної угорської спілки і член Товариства культурного обміну. Він є автором або співавтором чотирнадцяти книг і кількох сотень статей. Займав посаду голови комітету з питань економічної політики партії Фідес.
У 1998 році обраний депутатом до Національних Зборів. Член Комітету з економіки з 25 червня 1998 року до 14 травня 2002 року. Займав пост голови Підкомітету з питань європейської інтеграції, згодом став членом Комітету у закордонних справах.